# Domenico Fattori
Domenico Fattori – minister spraw zagranicznych San Marino od 1860 do 1908 r. Prawdopodobnie był najdłużej sprawującym funkcję ministra spraw zagranicznych w historii świata. Był również kapitanem regentem San Marino (głowa państwa) dwanaście razy na sześciomiesięczną kadencję.